# Zmotálek
Rybník Zmotálek o výměře 2,6 ha se nalézá asi 1 km jihozápadně od centra obce Obědovice v okrese Hradec Králové. Rybník je využíván pro chov ryb a v roce 2016 byla provedena oprava hráze.

## Galerie

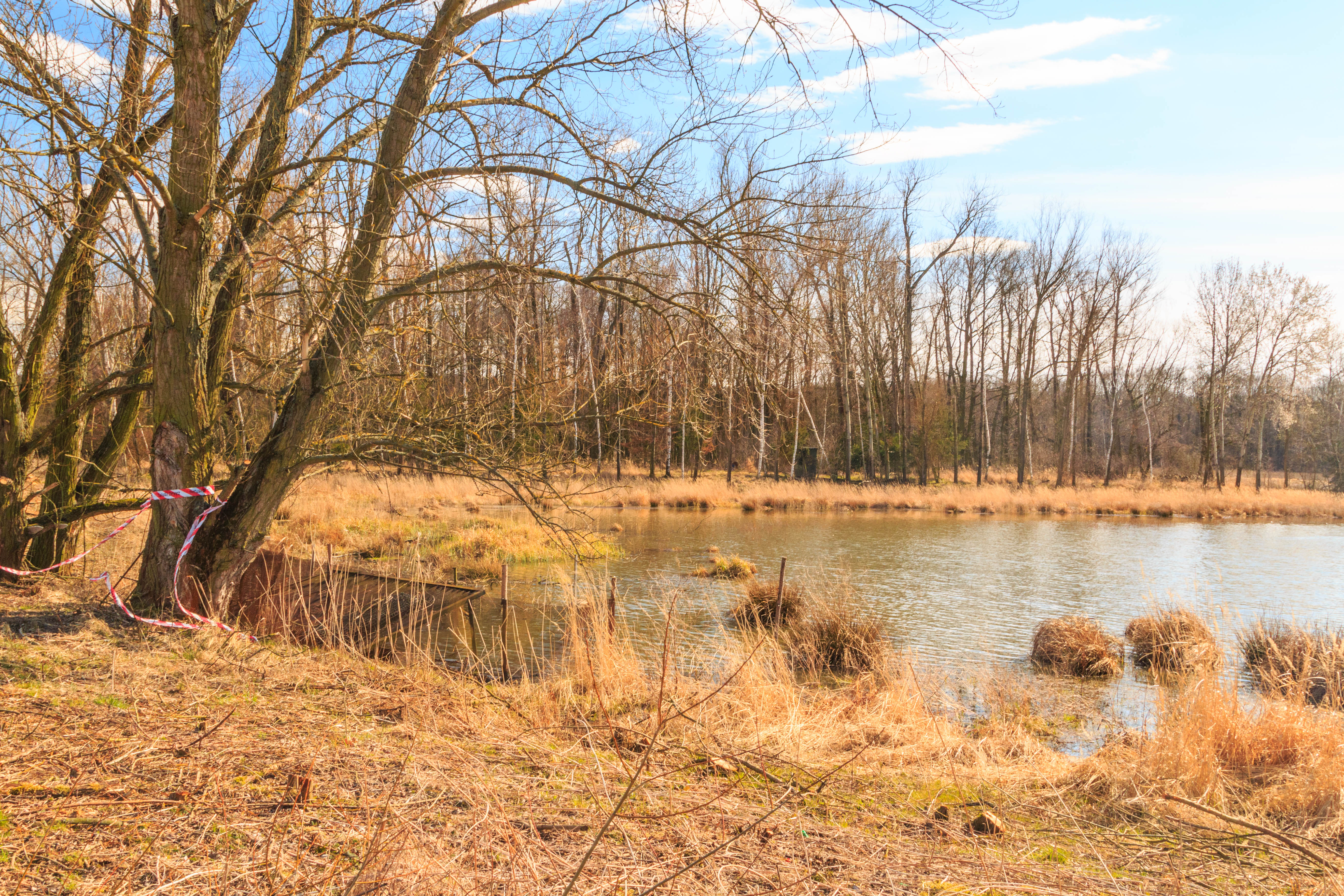
Pohledy na rybník Zmotálek
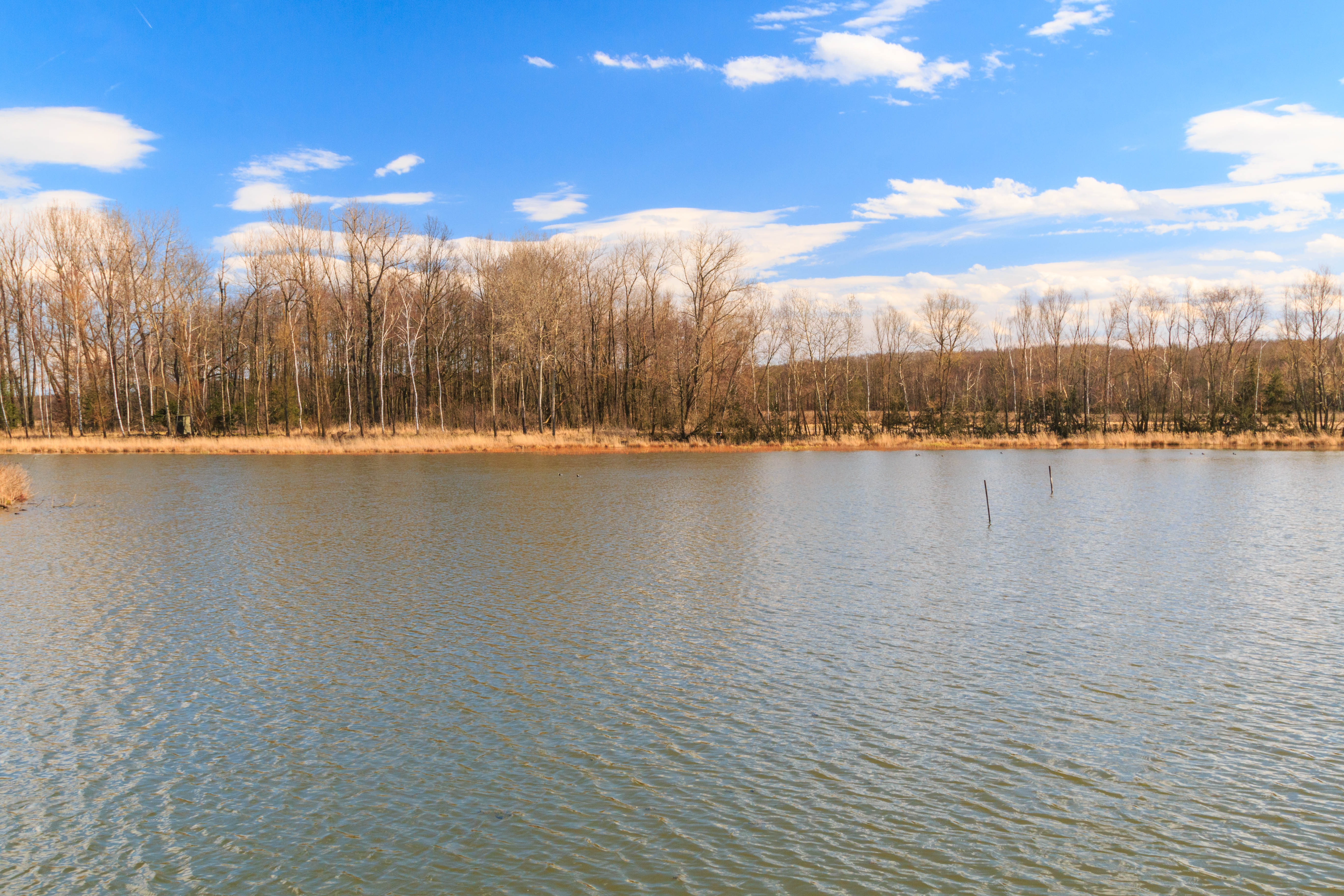
Pohledy na rybník Zmotálek
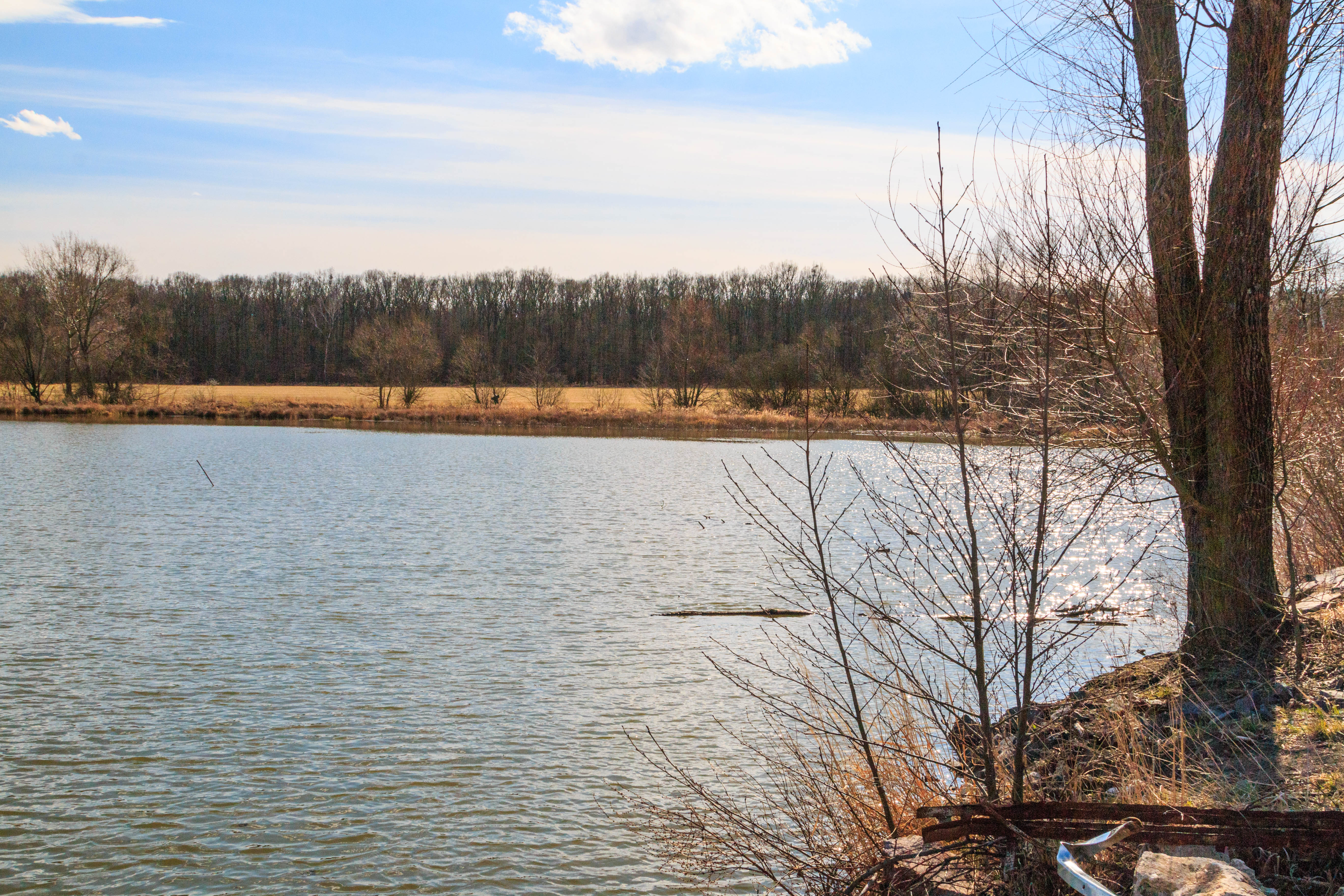
Pohledy na rybník Zmotálek